# Tipula (Microtipula) eurymera
Tipula (Microtipula) eurymera is een tweevleugelige uit de familie langpootmuggen (Tipulidae). De soort komt voor in het Neotropisch gebied.